# Vámpír Brooklynban
A Vámpír Brooklynban (eredeti cím: Vampire in Brooklyn) 1995-ös amerikai horror-filmvígjáték Wes Craven rendezésében.

## Cselekmény
Maximilliannek, az utolsó életben maradt vámpírnak találnia kell egy párt, hogy megakadályozza a vérvonala kihalását. Megismerkedik Ritával, és megpróbálja becserkészni.

## Szereplők
| Szerep                              | Színész          | Magyar hang                            | Magyar hang    |
| ----------------------------------- | ---------------- | -------------------------------------- | -------------- |
| Maximillian Guido Pauly tiszteletes | Eddie Murphy     | Dörner György Viczián Ottó Varga Tamás | Dörner György  |
| Rita Veder nyomozó                  | Angela Bassett   | Prókai Annamária                       | Németh Borbála |
| Justice nyomozó                     | Allen Payne      | Haás Vander Péter                      | Viczián Ottó   |
| Julius Jones                        | Kadeem Hardison  | Csankó Zoltán                          | Kálid Artúr    |
| Silas Green                         | John Witherspoon | Kránitz Lajos                          | Fülöp Zsigmond |
| Dr. Zeko                            | Zakes Mokae      | Papp János                             | Gruber Hugó    |
| Dewey kapitány                      | Joanna Cassidy   | Vándor Éva                             | Csere Ágnes    |
| rendőrtiszt                         | W. Earl Brown    | N/A                                    | N/A            |
| Nikki                               | Simbi Khali      | Györgyi Anna                           | N/A            |

## Bevétel
A film 19,8 millió dolláros bevételt hozott az Egyesült Államokban és Kanadában, világszerte pedig 35 millió dollárt.